# Parque Nacional Patuca
O Parque Nacional de Patuca é um parque nacional nas Honduras. Foi estabelecido no dia 1 de janeiro de 1999 e cobre uma área de 3.755,84 quilómetros quadrados.